# Antoni Wołłowicz (zm. 1822)
Antoni Wołłowicz herbu Bogoria (ur. ok. 1750, zm. 26 lutego 1822) – hrabia, pan na Działynie, senator-kasztelan Królestwa Polskiego od 1817, kasztelan merecki w 1794 (po Antonim Suchodolskim), chorąży nadworny litewski w latach 1786-1794, wojski grodzieński, konsyliarz konfederacji targowickiej, konsyliarz Rady Nieustającej z nominacji sejmu grodzieńskiego (1793).
Syn marszałka grodzieńskiego Józefa i Marianny z Michniewiczów herbu Lis. Mąż Teofili z Mikoszów herbu Mikuliński, z którą miał dwóch synów: Joachima Józefa (ojca Michała) i Eustachego (ojca Witolda). 
W 1788 otrzymał Order św. Stanisława, w 1791 odznaczony Orderem Orła Białego, a w 1798 otrzymał dziedziczny tytuł hrabiowski od króla Prus, potwierdzony w Królestwie Kongresowym w 1820, zatwierdzony w osobach obu jego synów przez Rosję.